# Надежда Петровић (ТВ филм)
Надежда Петровић је југословенски кратки ТВ филм из 1993. године. Режирао га је Слободан Радовић а сценарио су написали Катарина Амброзић и Мирослав Беловић.

## Улоге
| Глумац            | Улога            |
| ----------------- | ---------------- |
| Маја Димитријевић | Надежда Петровић |